# Festival de Cannes 1951
Le festival de Cannes 1951 a lieu du 3 au 20 avril. C'est la quatrième édition, la troisième à se dérouler au Palais des Festivals dit Palais Croisette construit en 1947 à l'emplacement du Cercle nautique au 50 du boulevard de la Croisette et inauguré en 1949, la première édition de 1946 s'étant déroulée au Casino municipal de Cannes. Il n'y a pas eu d'édition en 1948 ni en 1950.

## Jury

### Compétition
- Président du jury : André Maurois, écrivain

#### Membres du jury
- René Jeanne, critique
- A. de Rouvre, producteur
- Alexandre Kamenka, producteur
- Carlo Rim, scénariste
- Gaby Morlay, comédienne
- Georges Raguis, représentant officiel du Syndicat
- Guy Desson, représentant officiel du Député
- Jacques Ibert, compositeur
- Louis Chauvet, journaliste
- Louis Touchagues, artiste
- Madame Georges Bidault[1]
- Paul Verneyras, représentant officiel du Député
- Paul Vialar, écrivain
- Paul Weill, Cinéphile

### Courts métrages
- Fred Orain, producteur
- Jean Thévenot, journaliste
- Marcel de Hubsch, producteur
- Marcel Ichac, réalisateur

## Sélection officielle

### Compétition
La sélection officielle en compétition se compose de 36 films :
1. Une place au soleil (A Place in the Sun) de George Stevens
2. Ève (All About Eve) de Joseph L. Mankiewicz
3. Le Noceur (Balarrasa) de José Antonio Nieves Conde
4. La Nouvelle Aurore (Bright Victory) de Mark Robson
5. Caiçara d'Adolfo Celi, Tom Payne et John Waterhouse
6. La Comète (Der fallende Stern) de Harald Braun
7. Rêves mortels (Die tödlichen Träume) de Paul Martin
8. Quatre dans une jeep (Die Vier im Jeep) de Leopold Lindtberg
9. La Diablesse (Doña Diabla) de Tito Davison
10. Édouard et Caroline de Jacques Becker
11. Mademoiselle Julie (Fröken Julie) d'Alf Sjöberg
12. Identité judiciaire de Hervé Bromberger
13. Le Chemin de l'espérance (Il cammino della speranza)) de Pietro Germi
14. Le Christ interdit (Il Cristo proibito) de Curzio Malaparte
15. Juliette ou la Clé des songes de Marcel Carné
16. Le Chevalier à l'étoile d'or (Kavalier zolotoy zvezdy) de Youli Raizman
17. L'Escale du désir (La balandra Isabel llegó esta tarde) de Carlos Hugo Christensen
18. La danza del fuego de Daniel Tinayre
19. L'occasion fait le larron (La honradez de la cerradura) de Luis Escobar
20. La Gitane de Grenade (La virgen gitana) de Ramón Torrado
21. Le Piège de Martin Frič
22. Ceux des îles (Los isleros) de Lucas Demare
23. Los olvidados de Luis Buñuel
24. Oh quel mercredi ! (The Sin of Harold Diddlebock) de Preston Sturges
25. La Drogue qui tue (Marihuana) de León Klimovsky
26. Miracle à Milan (Miracolo a Milano) de Vittorio De Sica
27. Moussorgski (Musorgskiy) de Grigori Rochal
28. Naples millionnaire (Napoli milionaria) d'Eduardo De Filippo
29. La Chine libérée (Osvobozhdyonnyy kitay) de Ivan Dukinsky, Sergei Gerasimov et Eduard Volk
30. La Ville indomptée (Robinson warszawski) de Jerzy Zarzycki
31. Rumbo de Ramón Torrado
32. Miroirs de Hollande (Spiegel van Holland) de Bert Haanstra (court métrage)
33. Dernière Mission (Teleftaia apostoli) de Níkos Tsifóros
34. L'Ombre d'un homme (The Browning Version) d'Anthony Asquith
35. Les Contes d'Hoffmann (The Tales of Hoffmann) de Michael Powell et Emeric Pressburger
36. Un drôle de mariage (Különös házasság) de Márton Keleti

## Palmarès
- Grand Prix : Miracle à Milan (Miracolo a Milano) de Vittorio De Sica et Mademoiselle Julie (Fröken Julie) d'Alf Sjöberg
- Prix spécial du Jury : Ève (All About Eve) de Joseph L. Mankiewicz
- Prix de la mise en scène : Luis Buñuel pour Los Olvidados (Pitié pour eux)
- Prix d'interprétation féminine : Bette Davis pour Ève (All About Eve)  de Joseph L. Mankiewicz
- Prix d'interprétation masculine : Michael Redgrave pour L'Ombre d'un homme (The Browning Version) d'Anthony Asquith
- Prix du scénario : Terence Rattigan pour L'Ombre d'un homme (The Browning Version) d'Anthony Asquith
- Prix de la meilleure partition musicale : Joseph Kosma pour Juliette ou la Clé des songes de Marcel Carné
- Prix de la photographie : José María Beltrán pour L'Escale du désir (La balandra Isabel llegó esta tarde) de Carlos Hugo Christensen
- Prix pour le décor : Moussorgski (Musorgskiy) de Souvorov A. Veksler
- Prix exceptionnel : Les Contes d'Hoffmann (The Tales of Hoffmann) de Michael Powell et Emeric Pressburger
- Grand Prix du court métrage : Miroirs de Hollande (Spiegel van Holland) de Bert Haanstra